# Nicolas Kayanakis
Nicolas Kayanakis, né à Tunis (en Tunisie) le 1er mai 1931 et mort le 6 octobre 2008 à Évry, est un militant politique français.

## Biographie
Nicolas Kayanakis, né d'une mère sicilienne et d'un père crétois, est diplômé de Sciences Po (SP 1951). Secrétaire général des étudiants d'Action française, il rejoint l'armée de l'air puis l'armée de terre française en Algérie où il commande en second la compagnie portée du 14e Régiment de chasseurs parachutistes. 
Il participe aux événements d'Alger puis prend la tête du réseau OAS Métropole Jeunes. Arrêté une première fois en 1961, il s'évade et vit en cavale jusqu'à sa seconde arrestation en 1962. Il sort de prison en 1966 et publie un roman intitulé Derniers châteaux en Espagne. Il se lance dans une carrière de consultant international auprès des directions générales et de repreneurs d'entreprises en difficulté.
De 1971 à 1973, il est membre du Mouvement jeune révolution mais également de la Nouvelle Action française, puis du mouvement solidariste français et revient à l'Action française dans les années 1990.
À l'issue de sa carrière, en 1997, il soutient à Sciences Po une thèse d'histoire sur l'action psychologique et propagande de l'armée française et publie ensuite un livre intitulé Algérie 1960 : la victoire trahie.
De 1998 à 2001, il est secrétaire général puis vice-président du Centre royaliste d'Action française, dirigé par Pierre Pujo. Il fut directeur administratif et financier de la revue royaliste Les Épées.

## Décorations
- Croix de La Valeur Militaire.

## Œuvres
- Derniers châteaux en Espagne, Éditions de La Table Ronde, 1966.
- Algérie 1960 : la victoire trahie, Éditions Atlantis, 2000.